# Identité étudiante européenne
Identité étudiante européenne (IDÉE) est une association étudiante française de tendance centriste, pro-européenne et à ses débuts proche de l'UDF dont les statuts ont été déposés en préfecture de police de Paris le 27 août 2004.

## Ses objectifs
L'objectif affiché de cette organisation est d'«occuper le vide politique entre l'UNEF et l'UNI». 
Les membres d'IDÉE militent pour:
- une représentation étudiante qu'ils qualifient de pragmatique, basée sur l'action concrète, et visant avant tout à améliorer la vie quotidienne des étudiants;
- la promotion de l'égalité des chances, notamment à travers les questions de santé et de logement;
- l'information des étudiants sur leurs droits, la vie étudiante, les opportunités de mobilité à l'étranger;
- la mise en place d'une véritable citoyenneté étudiante, en créant le débat et en favorisant l'engagement dans la vie associative et politique;
- promouvoir l'Union européenne et la création d'un espace européen d'enseignement unifié.

IDÉE s'est prononcée pour le traité établissant une constitution pour l'Europe et pour la mobilisation étudiante de 2006 contre le contrat première embauche tout en s'opposant au blocage des universités.

## Organisation
Cette association était présente sur sept universités à savoir Caen, Montpellier, Lyon 2 et Lyon 3, Nice, l'Institut de sciences politiques de Paris, Rennes 2 et Versailles.

## Historique
IDEE est créée, avec le but d'être le relais de l'UDF dans les facultés, à la mi-2004. Toutefois, à la suite de dissensions entre la direction de IDEE et l'UDF, le mouvement IDEE devient, au bout de quelques semaines, indépendant de l'UDF, malgré les tentatives de la nouvelle direction de IDEE (jusqu'à la mi-2007) de rapprocher IDEE à l'UDF.
En juillet 2007, Scission de l'association après le départ des sections locales de Caen, Montpellier, Lyon 2 et 3 pour rejoindre la Confédération étudiante lors de son congrès national.
Des structures ont toutefois décidé de maintenir l'organisation, ce sont les sections locales de Versailles, Paris 1 et 2.

## Représentativité
N'ayant pas disposé d'élu au Conseil national de l'enseignement supérieur et de la recherche, Idée n'était pas considérée comme une représentative aux termes de la loi Jospin du 10 juillet 1989.
L'association a en revanche un élu local - M. Tarek Koraitem - au sein de l'Université de Versailles (1 élu dans un UFR en 2005). Idée avait également des élus locaux à Caen[réf. nécessaire] (4 élu en UFR droit-AES, 1 élu au CA et 1 élu au CEVU), à Rennes 1 (1 élu CA et 1 élu CEVU, élus qu'elle a perdus depuis), et un élu à Paris I (1 élu dans un UFR).
En avril 2008, Idée a obtenu, avec l'association Liberté d'étudier, trois élus à Paris I (1 au CA, 2 au CEVU).
À Paris 1, aux élections des conseils centraux du 9 et 10 mars la « Idée » obtient 0 représentant étudiant au Conseil d'Administration, et 1 représentant au Conseil des Études et de la Vie Universitaire